# (91) Égine
Pour les articles homonymes, voir Égine (homonymie).
(91) Égine (désignation internationale (91) Aegina) est un astéroïde de la ceinture principale découvert par Édouard Stephan le 4 novembre 1866. C’est le second astéroïde découvert par l’astronome français, après (89) Julie. 
Son nom vient d’Égine, un personnage de la mythologie grecque qui a aussi donné son nom à l'île homonyme.

## Compléments